# Lewis Chain
La Lewis Chain (catena di Lewis) è una catena di quattro nunatak rocciosi situati sul fianco occidentale del Ghiacciaio Gordon, nella Catena di Shackleton, nella Terra di Coats in Antartide. 
Fu mappata per la prima volta nel 1957 dalla Commonwealth Trans-Antarctic Expedition (CTAE).
Nel 1967 fu effettuata una ricognizione aerofotografica da parte degli aerei della U.S. Navy. Un'ispezione al suolo fu condotta dalla British Antarctic Survey (BAS) nel periodo 1968-71.
L'attuale denominazione fu assegnata nel 1971 dal Comitato britannico per i toponimi antartici (UK-APC), in onore di John H. Lewis, pilota e capo pattuglia della Royal Air Force (RAF), in servizio presso il contingente della RAF durante la Commonwealth Trans-Antarctic Expedition (CTAE) nel periodo 1956-58.